# GUILD SERIES
GUILD SERIES（ギルドシリーズ）は、レベルファイブより発売されているニンテンドー3DS用ゲームソフトのシリーズ。
著名クリエイターによる複数のゲームを1つのパッケージにまとめた『GUILD01』が2012年5月31日に発売。続編として『GUILD02』が予定されていたが、こちらはパッケージソフトとしては発売されず、各ゲーム単品でのダウンロードソフト発売のみとなった。

## GUILD01
『GUILD01』（ギルドゼロワン）は、レベルファイブより2012年5月31日に発売されたニンテンドー3DS用ゲームソフト。
2011年10月15日の新作発表会「LEVEL5 VISION 2011」で発表された。
日本国外では2012年10月に『解放少女』のみがダウンロードソフトとして単品発売を開始。日本でも11月よりダウンロードソフトとして各ゲームの単品発売を開始した。

### 解放少女
『解放少女』（かいほうしょうじょ、英題：LIBERATION MAIDEN）は、須田剛一がゲームデザインを手掛けた3Dシューティングゲーム。日本では2012年11月14日にニンテンドー3DSダウンロード版が発売され、2013年3月7日にはiOS移植版が配信開始された。
100年後の日本を舞台に、父の遺志を継ぎ第2代新日本国大統領となった女子高校生の大空翔子（声：花澤香菜）が解放機カムイを操縦し、エネルギーバランスを支える「神獣」を解放する戦いに身を投じる。
題字は平田弘史。作品内のアニメはボンズが制作し、テーマ曲「解放の日」はシンガーソングライターのmarinaが担当している。
2013年12月5日には、ストーリー上の続編であるPlayStation 3用アドベンチャーゲーム『解放少女 SIN』が5pb.より発売された。
主題歌「解放の日」
作詞：須田剛一 / 作曲：上松範康（Elements Garden) / 編曲：上松範康（Elements Garden)、喜多智弘（Elements Garden) / 歌：marina

### レンタル武器屋 de オマッセ
『レンタル武器屋 de オマッセ』（レンタルぶきや デ オマッセ）は、平井善之（アメリカザリガニ）がゲームデザインを手掛けたゲームソフト。公式ジャンルはロールプレイングゲームとあるが、ゲーム内容的には経営シミュレーションゲームに近い。ダウンロード版は2012年11月21日に発売。
リズムゲームの要領で鍛えた武器を、勇者が出かけるクエストに応じて貸し出し、成功の対価として報酬を得る。顧客のその後の行動と冒険の成否、なぜそうなったかの大筋は、『ドナイナッター』というTwitter風のテロップとしてゲーム進行と同時進行で語られる。

### AERO PORTER
『AERO PORTER』（エアロポーター）は、斎藤由多加がゲームデザインを手掛けたパズルゲーム。ダウンロード版は2012年12月5日に発売。
空港ターミナルビル内のベルトコンベアを操作し、乗客の手荷物を効率よく仕分けしていく。ニンテンドー3DS本体のすれちがい通信機能により、カスタマイズした旅客機を他の本体に送信することができる。

### CRIMSON SHROUD
『CRIMSON SHROUD』（クリムゾンシュラウド）は、松野泰己がゲームデザインを手掛けたテーブルトークRPG風のロールプレイングゲーム。ダウンロード版は2012年11月28日に発売。
追跡者（チェイサー）を生業とする主人公ジオークとその仲間であるリッピとフロウが伝説の秘宝「クリムゾンシュラウド（真紅の聖骸布）」を巡る冒険に挑む。TRPGをもとにしており、ダイスロール（サイコロによる乱数）が戦闘だけでなくイベント進行にも影響を与える。

## GUILD02
各作品において、パッケージ版『GUILD01』をニンテンドー3DSに装着した状態で各ソフトを起動すると連動特典がある。

### 怪獣が出る金曜日
『怪獣が出る金曜日』（かいじゅうがでるきんようび、英題：Attack of the Friday Monsters! A Tokyo Tale）は、綾部和（ミレニアムキッチン）がゲームデザインを手掛けたゲームソフト。2013年3月13日に発売。
金曜日になるとなぜか怪獣が現れるという昭和時代の東京都世田谷区を舞台に、主人公の少年のそうたが街中を巡りながら家族や友達と交流を深める。「怪獣カード」を用いて子供たちと対戦する要素もある。

#### 登場人物
そうた
本作の主人公。藤の花駅前商店街に引っ越してきた。
S子
そうたと同じ日に藤の花に転入してきた少女。
おとうさん
そうたの父。藤の花駅前商店街にあるクリーニング屋の支店の運営をしている。
おかあさん
そうたの母。温厚だがそそっかしい。
フランク
街の食堂によく来る男性。いきなり現れては奇妙なことをいう。

#### 開発（怪獣が出る金曜日）
開発スタッフの綾部和がゲームコレクター・酒缶との対談で語ったところによると、2012年3月ごろにレベルファイブ側から綾部に連絡があり、ちょうどミレニアムキッチン社内で手が空いていたのが綾部だけだったこと、そして、これまでかかわってきた外部のプログラマチームもスケジュールが開いていたことから、開発に乗り出したという。本作は、ぼくのなつやすみシリーズ（以下：ぼくなつシリーズ）同様、綾部が企画の立案から背景レイアウト、シナリオまでを担当している。一方、本作はぼくなつシリーズよりも制作規模が小さいため、イベントスクリプト内のキャラクターの挙動や演技周りも綾部がコーディングしている。制作期間が限られていることから、坂本英城（音楽・サウンドプロデュース）や、漫画家のカサハラテツロー（スペシャルデザイン）といった、ぼくなつシリーズが好きで、綾部が「この人ならこういうのを出してくれるだろうな」とはっきりわかっていた者たちが採用された。
もともと本作は冬休みをテーマにする予定だったが、レベルファイブ代表取締役社長の日野晃博はより奇抜なテーマを求めていたため、綾部は以前から練っていた「毎週怪獣が現れる特撮番組の世界の住民」を出そうと考えた。「怪獣が出る金曜日」という題名は綾部ら昭和40年生まれ世代がリアルタイムで視聴し始めた『帰ってきたウルトラマン』の放送スケジュールにちなんでつけられたものであり、舞台設定である「昭和46年の夏の終わり」も同作にちなんでいる。毎週金曜日に怪獣が出るという設定から、月曜日の朝から始めることも考えられたが、夜は背景を別個で用意する必要があり、予算やスケジュールの都合上それはできないことから、日々のループをこなすシステムは見送られた。こうして、小粒だが濃厚な作品を作ろうということになり、そこから全体の構造が決まっていった。また、「怪獣カード合戦」における親分・子分の設定は、小津安二郎の映画『大人の見る繪本 生れてはみたけれど』における忍者ごっこをもとにしている。

#### 主題歌
「ボクは子供」
作詞：綾部和 / 作曲・編曲：坂本英城 / 歌：清田愛未

#### 反響
受賞・ノミネート
海外版は、第14回ゲーム・デベロッパーズ・チョイス・アワード（GDCアワード）において、Best Narrative（ナラティブ部門）のHonorable mention（佳作）に選ばれている。
評価
ニュースサイト「インサイド」のロココ試作型は、牧歌的な世界観や、佐野翔子による丁寧な語り口、そして上質なサウンドを評価した。
他作品への影響
綾部の別作品『クレヨンしんちゃん 「オラと博士の夏休み」〜おわらない七日間の旅〜』の総責任者兼プロデューサーの長嶋朗は『怪獣が出る金曜日』をプレイした際、このフォーマットであれば、既存のキャラクターを用いても面白いのではないかと考えたことがきっかけで同作が生まれたという。

### 虫けら戦車
『虫けら戦車』（むしけらせんしゃ、英題：BUGS vs. TANKS!）は、稲船敬二がゲームデザインを手掛けたアクションゲーム。2013年3月19日に発売。
第二次世界大戦中に突然ミクロサイズになってしまった戦車部隊が虫たちとの戦いを繰り広げる。ニンテンドー3DS本体のすれちがい通信機能により、他のユーザーの戦車がミッション中に援護射撃を行うという要素もある。

#### 反響
評価
ニュースサイト「インサイド」のロココ試作型は、最初見た目から『地球防衛軍』シリーズを想起したものの、実際の世界観は同シリーズよりリアル志向だったという。

### 宇宙船ダムレイ号
『宇宙船ダムレイ号』（うちゅうせんダムレイごう、英題：THE STARSHIP DAMREY）は、麻野一哉と我孫子武丸がゲームデザインを手掛けたアドベンチャーゲーム。2013年3月27日に発売。
乗組員が居なくなってしまった宇宙船の中を、ロボットを操作して遠隔から探索し、謎解きを行う。ゲーム内で詳細な説明やヒントはなく、プレイヤーの判断でゲームを進めていくことになる。